# 工具规律
这种概念也被称作 工具定律（英语：Law of the instrument），马斯洛的锤子，小木槌或者金锤子，表现为对一个熟悉的工具过度的依赖。亚伯拉罕·马斯洛在1966年提到：“我认为假设你所拥有的工具只有一个锤子时，你把所有的事物当作钉子来对待是很有吸引力的。”

## 历史
该概念由Abraham Kaplan在1964年，第一次有记录的情况下提出：“我把它称为工具定律，它可以这样具体的表述：给一个小男孩一个锤子，然后他会发现所有他遇到的事物都需要敲打。”
“马斯洛的锤子”的一个耳熟能详的说法是“如果你有的只是一个锤子，那么所有的东西看起来都像一个钉子”以及一些由此转化的说法，是来自于亚伯拉罕·马斯洛1966年发行的《科學的心理學》一书。
它也被称作“锤子定律”，
同时被马斯洛
和Kaplan
所提出。
锤子和钉子的比喻最初可能并不是来自于Kaplan或马斯洛。英文表达方式"a Birmingham screwdriver"的意思是一个锤子，引申为一种对所有目的都是用一种工具的习惯，这个表达方式在Kaplan和马斯洛至少一个世纪之前就存在了。该观点同样也为认为是由马克·吐温提出的，尽管在马克·吐温发表的写物中没有任何文档可以表明这种起源。
在“巴鲁克观察”的名义下，该观点同样又股市观察家及作家伯纳德·巴鲁克所提出。

## 相关概念
其他一些狭义上的工具主义形式包括：déformation professionnelle，一个法语中的术语意思为“从一个人所专的角度去看待事物”，以及regulatory capture，管理者会产生一种从他们专长的管理角度去看待事物的趋势。
“金锤子”或者“把一个熟悉的技术或理念强迫的应用于大量的软件问题上”的概念已经被认为是一种反模式，一种编程时应该避免的实践，并且在1998年引入到了信息科技一书中。
除了一些常见的平实的例子（在这些案例中使用“金锤子”的解决方法可能是“针对工作使用正确的工具”），这种思维模式的反义词是总是存在不止一种方式去剥一只猫的皮。

## 引用
1. 1 2  Abraham H. Maslow. . 1966: 15  [2012-11-28]. （原始内容存档于2016-11-18）.
2. ↑  Abraham Kaplan. . San Francisco: Chandler Publishing Co. 1964: 28  [2012-11-28]. （原始内容存档于2021-02-23）.
3. ↑  Richard W. Brislin. . Irwin Altman, Amos Rapoport, and Joachim F. Wohlwill  (编). . Springer. 1980: 73  [2012-11-28]. ISBN 978-0-306-40367-5. （原始内容存档于2018-02-01）.
4. ↑  Bruce Klatt. . McGraw-Hill Professional. 1999: 4  [2012-11-28]. ISBN 978-0-07-038201-5. （原始内容存档于2017-04-19）.
5. ↑  Timothy J. Cartwright. . Taylor & Francis. 1990: 230  [2012-11-28]. ISBN 978-0-415-03124-0. （原始内容存档于2021-03-13）.
6. ↑  Green, Jonathon. . Cassell. 1998.
7. ↑  Thomas J. McQuade. . Elisabeth Krecké, Carine Krecké, and Roger Koppl  (编). . Emerald Group Publishing. 2006: 77  [2012-11-28]. ISBN 978-0-7623-1378-5. （原始内容存档于2017-04-19）.
8. ↑  .   [2012-11-28]. （原始内容存档于2017-12-24）.
9. ↑  
William J. Brown, Raphael C. Malveau, Hays W. "Skip" McCormick, and Thomas J. Mowbray. . Wiley. 1998: 111. ISBN 978-0-471-19713-3.